# Necterosoma theonathani
Necterosoma theonathani är en skalbaggsart som beskrevs av Lars Hendrich 2003. Necterosoma theonathani ingår i släktet Necterosoma och familjen dykare. Inga underarter finns listade i Catalogue of Life.